# Фурм-де-Монбрізон
Фурм-де-Монбрізон (фр. Fourme de Montbrison) — французький сир із коров'ячого молока з вкрапленнями блакитної цвілі.

## Історія
9 травня 1972 року сири Фурм-де-Монбризон і Фурм-д'Амбер отримали сертифікат AOC. 22 лютого 2002 року сири отримали окремі споконвічні контрольовані найменування і були визнані відмінності в їх виробництві. Сир виробляють у 28-ми комунах департаменту Луара і п'яти комунах департаменту Пюї-де-Дом. В 2005 році було вироблено 497 тонн сиру Фурм-де-Монбризон.

## Виготовлення
Сирну масу солять, розкладають за формами і поміщають на ялинові стелажі для дозрівання. Сир дозріває 4—8 тижнів. Кожні 12 годин сир повертають на 90°. Всередину вводять спори Penicillium roqueforti, а потім, для розвитку цвілі, сир проколюють товстими довгими голками. На виробництво однієї головки сиру необхідно близько 20—25 літрів молока.

## Опис
Головка сиру, покрита тонкою сухою скоринкою сірого або червонуватого кольору, має циліндричну форму діаметром 13—19 см і вагою 1,5—2 кг, Щільна сухувата м'якоть сиру вершково-жовтого кольору з вкрапленнями блакитної цвілі. Жирність — 50 %. Фурм-де-Монбрізон має пікантний солонуватий смак з ароматом молока і горіхів.
Фурм-де-Монбрізон подають зі скибочками хліба і виноградом. До сиру краще всього підходять вина Sauternes або Rivesaltes.